# الهجمات الأمريكية على إيران (يونيو 2025)
الهجمات الأمريكية على إيران (يونيو 2025) هي سلسلة من الضربات الجوية التي نفذتها الولايات المتحدة فجر يوم 22 يونيو2025، ضمن عملية عسكرية أسمتها عملية مطرقة منتصف الليل (بالإنجليزية Operation Midnight Hammer) استهدفت منشآت نووية إيرانية في كل من منشأة فردو لتخصيب اليورانيوم، ومنشأة نطنز النووية، وأصفهان، وذلك بالتنسيق الكامل مع إسرائيل وفي سياق الحرب الإيرانية الإسرائيلية المتصاعدة. وقد نُفذت هذه الضربات باستخدام قنابل متعددة من طراز GBU-57A/B MOP بوزن 30000 رطل تحملها قاذفات الشبح نورثروب غرومان بي 2 سبيرت. تُعد هذه المنشآت النووية من أهم مراكز تخصيب اليورانيوم في إيران. لتكون بذلك مشاركة أمريكية رسمية في الحرب.

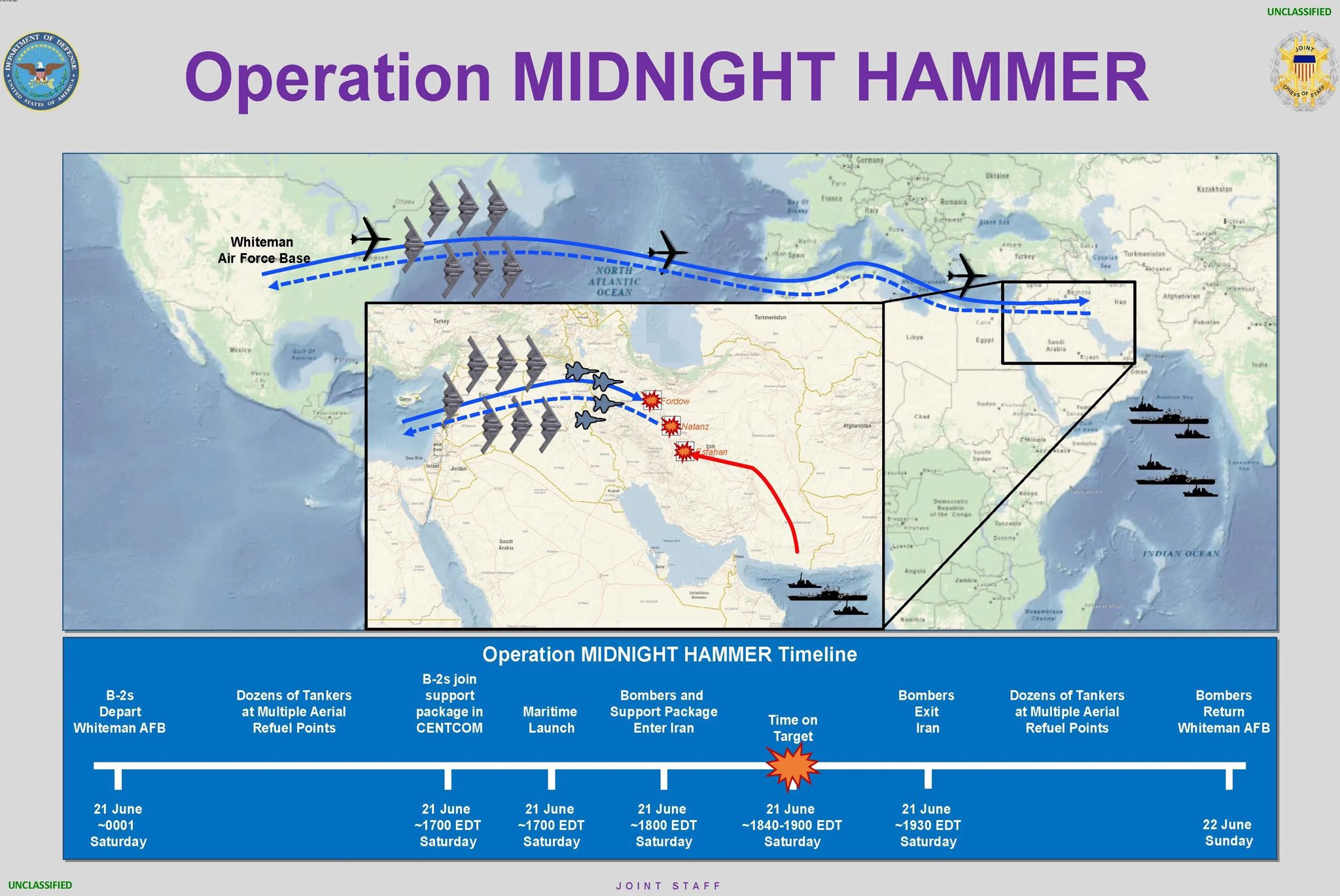
الجدول الزمني لعملية مطرقة منتصف الليل، طبقًا للإدارة الأمريكية.

## الخلفية
أصر دونالد ترامب باستمرار على أنه لا ينبغي السماح لإيران بالحصول على أسلحة نووية منذ عام 2011 على الأقل. وهذا يشمل أوقاتًا خلال فترتي ولايته كرئيس، وكذلك الأوقات التي لم يكن يخدم فيها. في 19 يونيو 2025، أعطى الرئيس ترامب إيران مهلة أسبوعين للتوصل إلى اتفاق. في الساعات السابقة، نشرت الولايات المتحدة قاذفات الشبح نورثروب غرومان بي 2 سبيرت في غوام. دخلت القواعد الأمريكية في غرب آسيا حالة تأهب قصوى وتحسنت الدفاعات الجوية، حيث هددت إيران بضرب أي دولة تساعد إسرائيل. كما أعلن الحوثيون استعدادهم للقتال. وردًا على ذلك، حذرت الولايات المتحدة من انتقام مدمر في حالة تعرض المصالح الأمريكية للتهديد. في الأسابيع السابقة، أجلت الولايات المتحدة مواطنيها، وأصدرت تحذيرات من السفر، وسحبت الموظفين غير الأساسيين من سفاراتها.
في 17 يونيو/حزيران، دعا ترامب إيران إلى الاستسلام غير المشروط. وصرح وزير الخارجية الأمريكي ماركو روبيو لحلفاء الولايات المتحدة خلال الأيام الأخيرة بأن واشنطن تُفضل رؤية حل دبلوماسي.

## الهجمات
انطلقت العملية في 22 يونيو من قاعدة Whiteman الجوية في ولاية ميزوري، حيث أقلعت قاذفات من طراز B-2 Spirit، مدعومة بطائرات F-22 وF-35 للتشويش والحماية، بالإضافة إلى صواريخ كروز توماهوك أطلقتها غواصة أمريكية في الخليج، هاجمت القوات الجوية الأمريكية ثلاثة مواقع نووية إيرانية، بما في ذلك فوردو ونطنز وأصفهان. صرح ثلاثة مسؤولين إيرانيين أنهم "يعتقدون" أن نطنز وفوردو تعرضتا للقصف حوالي الساعة 2:30 صباحًا بالتوقيت المحلي (23:00 في اليوم السابق بالتوقيت العالمي المنسق). ادعى ترامب أن "فوردو قد اختفت".
وفي أعقاب الضربات، كتب ترامب:
«لقد نفذنا هجومنا الناجح للغاية على المواقع النووية الثلاثة في إيران، وهي فوردو ونطنز وأصفهان. جميع الطائرات الآن خارج المجال الجوي الإيراني. أُلقيت حمولة كاملة من القنابل على الموقع الرئيسي، فوردو. جميع الطائرات في طريقها إلى الوطن بسلام. تهانينا لمحاربينا الأمريكيين العظماء. لا يوجد جيش آخر في العالم كان بإمكانه فعل هذا. الآن هو وقت السلام! شكرًا لاهتمامكم بهذا الأمر.»

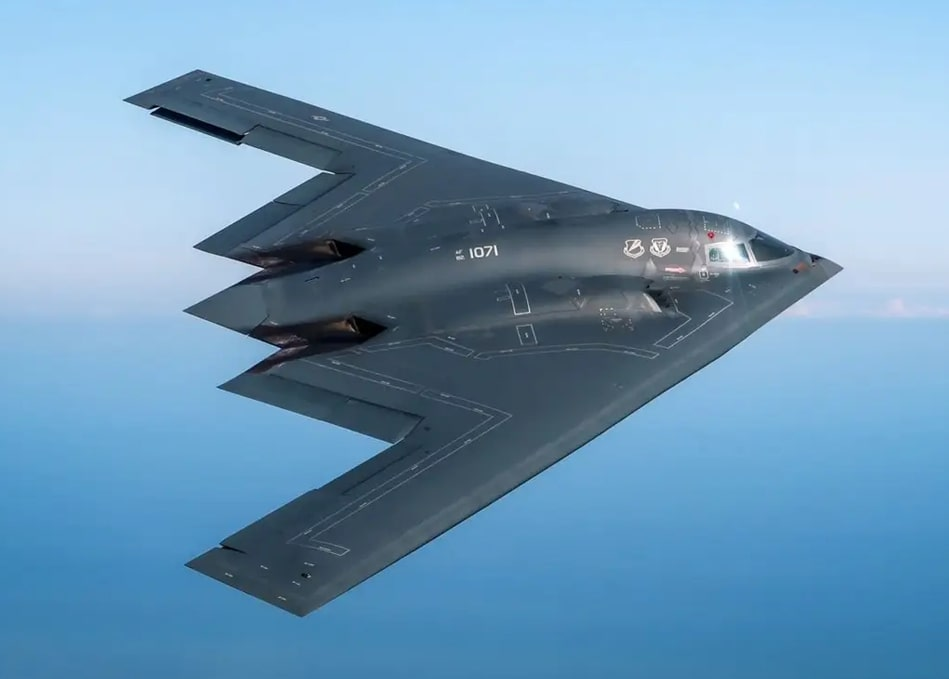
نورثروب غرومان بي 2 سبيرت.

بعد وقت قصير من القصف، تم الإعلان عن بيان قصير من ترامب في الساعة 10 مساءً بتوقيت شرق الولايات المتحدة في 21 يونيو.
أفادت وكالة أنباء الجمهورية الإسلامية الرسمية (إرنا)، نقلًا عن مسؤول إيراني، بعدم وجود أي مواد مشعة في المواقع الثلاثة المستهدفة. وأفاد موقع أكسيوس أن ست قنابل اخترقت منشأة فوردو، إلى جانب 30 صاروخ توماهوك. وصرح مرتضى حيدري، المتحدث باسم لجنة الطوارئ في مدينة قم، بأن قوات العدو قصفت "أجزاءً من منشأة فوردو النووية".
تمت العملية بصمت تام, واستغرقت المهمة الكاملة أكثر من 18 ساعة طيران لمسافة تقارب 11,000 كم.
استُخدمت في العملية لأول مرة قنابل خارقة للتحصينات من نوع GBU-57A/B Massive Ordnance Penetrator (MOP)، ويبلغ وزن كل قنبلة حوالي 15 طن

## ردود الفعل

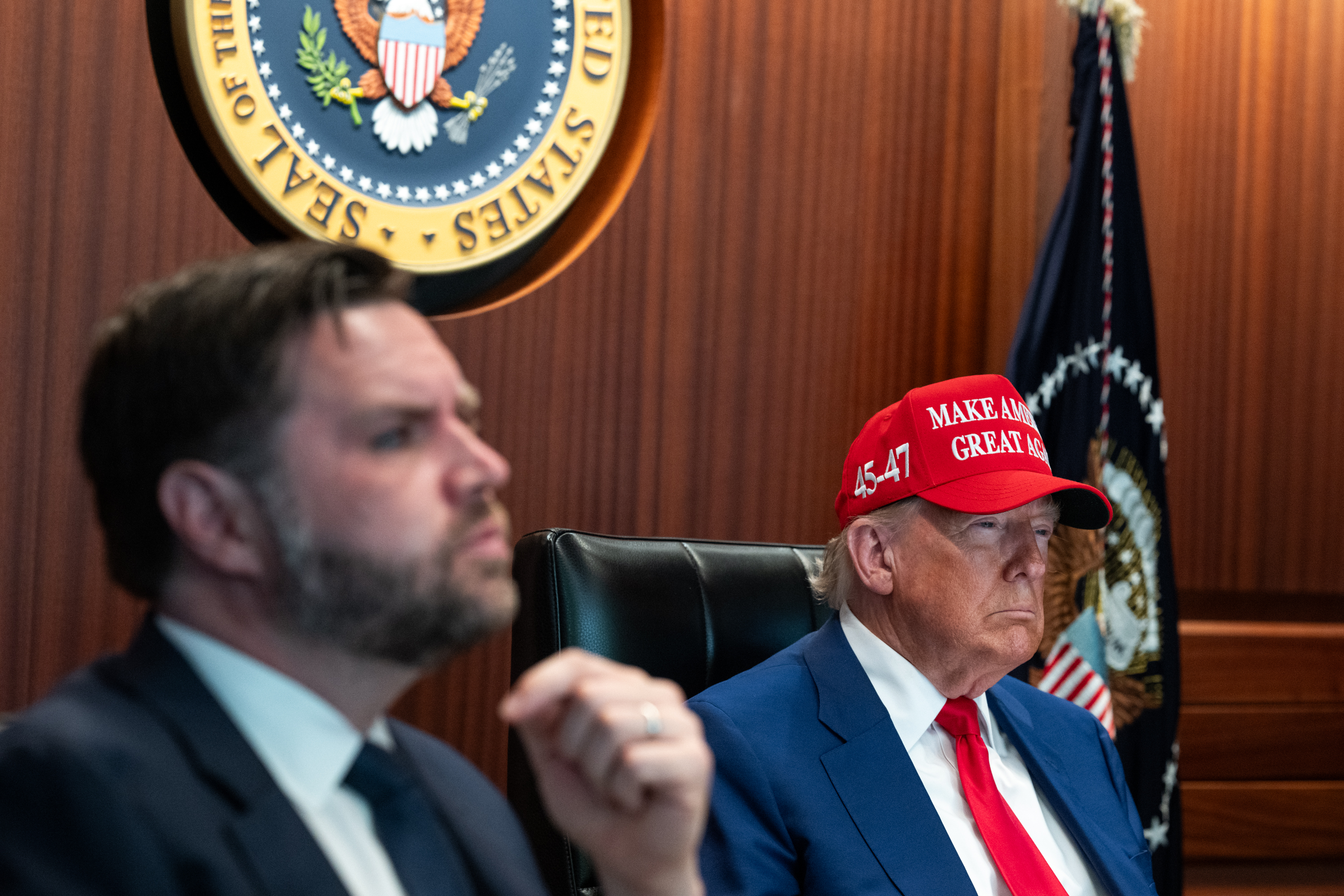
الرئيس ترامب ونائب الرئيس جيه دي فانس في غرفة العمليات في 21 يونيو أثناء الضربات

وصف الرئيس دونالد ترامب الضربات بأنها "ناجحة للغاية". وخلال بيانه، الذي استغرق حوالي أربع دقائق، وصفها بأنها "نجاح عسكري مذهل"، وأكد التقرير السابق، وحذر من المزيد من الهجمات إذا لم تسع إيران إلى السلام.
أشاد السيناتور الجمهوري عن ولاية كارولينا الجنوبية لينزي غراهام، بالضربات، قائلاً إنها "القرار الصحيح" وأن "النظام يستحق ذلك". في الوقت نفسه، أدان النائب توماس ماسي (جمهوري) الضربات ووصفها بأنها "غير دستورية". وقال السيناتور الجمهوري تيم شيهي عن ولاية مونتانا إنه "القرار الصائب". وأصدر رئيس مجلس النواب مايك جونسون (لوس أنجلوس-4) بيانًا قال فيه: "إن الإجراء الحاسم الذي اتخذه الرئيس يمنع أكبر دولة راعية للإرهاب في العالم، والتي تهتف "الموت لأمريكا"، من الحصول على أشد الأسلحة فتكًا على وجه الأرض". وغرّد السيناتور الجمهوري توم كوتون عن ولاية أركنساس قائلاً: "لقد اتخذ الرئيس ترامب القرار الصائب، وعلى آيات الله أن يتذكروا تحذيره بعدم استهداف الأمريكيين". وقال السيناتور ميتش ماكونيل عن ولاية كنتاكي إن الضربات كانت "ردًا حكيمًا على دعاة الحرب في طهران". غرّد النائب الجمهوري دان كرينشاو (تكساس-2): "ثقوا بالرئيس ترامب. هكذا يُصنع السلام بالقوة". غرد زعيم الأغلبية في مجلس الشيوخ جون ثون قائلاً: "بينما نتخذ إجراءً الليلة لضمان بقاء السلاح النووي بعيدًا عن متناول إيران، فإنني أقف إلى جانب الرئيس ترامب". وقال السيناتور تيد كروز من تكساس في بيان: "لقد قطعت إجراءات الليلة شوطًا طويلاً في استبعاد هذا الاحتمال، ومواجهة التهديد المروع الذي تشكله الترسانة النووية الإيرانية". أشاد رئيس لجنة الاستخبارات في مجلس النواب ريك كروفورد (AR-1) بالرئيس ترامب وصرح: "لقد كنت على اتصال بالبيت الأبيض قبل هذا الإجراء وسأستمر في متابعة التطورات عن كثب معهم في الأيام المقبلة".
كان السيناتور الديمقراطي عن ولاية بنسلفانيا، جون فيترمان، أول سيناتور ديمقراطي يُشيد بالضربات، قائلاً: "كما أكدتُ لفترة طويلة، كان هذا القرار صائبًا من قِبل رئيس الولايات المتحدة. إيران هي الراعي الرئيسي للإرهاب في العالم، ولا يُمكنها امتلاك قدرات نووية. أنا ممتنٌّ لأرقى جيش في العالم وأُحيّيه." وصرح سابقًا بأنه يأمل أن "يُنفّذ الرئيس أخيرًا غاراتٍ جويةً على الإيرانيين ويُدمّرهم."
هنأ رئيس الوزراء بنيامين نتنياهو الرئيس ترامب، قائلًا إن "قراره الجريء" باستهداف المنشآت النووية الإيرانية "بالقوة الأمريكية الجبارة والمهيبة" سيكون "نقطة تحول تاريخية"، وقال إن "الرئيس ترامب منع النظام الأكثر خطورة من الحصول على أخطر الأسلحة". وقال وزير الدفاع الإسرائيلي السابق يوآف غالانت إن ترامب اتخذ "قرارًا جريئًا للولايات المتحدة، ولإسرائيل، وللبشرية جمعاء".
ردّ النائب جيم هايمز (ديمقراطي) على منشور ترامب، قائلًا: "وفقًا للدستور الذي أقسمنا على الدفاع عنه، فإن اهتمامي بهذه المسألة يأتي قبل سقوط القنابل. نقطة على السطر." وقال زعيم الأقلية الديمقراطية، حكيم جيفريز: "لقد ضلل الرئيس ترامب البلاد بشأن نواياه، وفشل في الحصول على تفويض من الكونغرس لاستخدام القوة العسكرية، ويُخاطر بتورط أمريكا في حرب كارثية محتملة في الشرق الأوسط".

### إيران
اعتبارًا من 21 يونيو 2025 ، لم يرد المرشد الأعلى الإيراني آية الله علي خامنئي لأنه موجود في مخبأ تحت الأرض مع وصول محدود إلى الإنترنت لمنع محاولات الاغتيال، مما يجعل رد فعل إيران غير واضح إلى حد ما. أدان وزير الخارجية الإيراني عباس عراقجي الضربات ووصفها بأنها "انتهاك متهور لميثاق الأمم المتحدة والقانون الدولي" وصرح بأن "إيران تحتفظ بجميع الخيارات للدفاع عن سيادتها ومصالحها وشعبها". أصدرت لجنة الطاقة الذرية الإيرانية بيانًا ذكرت فيه أن مواقعها النووية الثلاثة "تعرضت لهجوم في عمل عنيف ضد القوانين الدولية، بما في ذلك معاهدة حظر الانتشار النووي، من قبل أعداء إيران الإسلامية" وأنها تخطط لطلب العدالة في المحكمة الدولية ومواصلة برنامجها النووي.
أفادت وكالة الأنباء الإيرانية الرسمية (إرنا)، نقلاً عن مسؤول إيراني، بعدم وجود أي مواد مشعة في المواقع الثلاثة المستهدفة. وصرح مرتضى حيدري، المتحدث باسم لجنة الطوارئ في مدينة قم، بأن قوات العدو قصفت "أجزاءً من منشأة فوردو النووية". وأكد مسؤولون إيرانيون عدم وجود أي خطر على السكان الذين يعيشون بالقرب من المنشآت النووية التي تعرضت للضربات الأمريكية، وفقًا لوسائل الإعلام الإيرانية الرسمية. ونقلت وكالة الأنباء الإيرانية الرسمية (إرنا) عن مقر إدارة الأزمات في محافظة قم، حيث تقع منشأة فوردو، أنه "لا يوجد أي خطر على سكان قم والمناطق المحيطة بها".
وصفت منظمة الطاقة الذرية الإيرانية الهجمات الأمريكية بأنها " عمل وحشي ينتهك القانون الدولي، وخاصة" معاهدة الحد من انتشار الأسلحة النووية". وأكدت أن بيانات نظام الإشعاع والمسوحات الميدانية لا تُظهر أي علامات تلوث أو خطر على السكان بالقرب من مواقع فوردو وأصفهان ونطنز. وجاء في بيان صادر عن مركز نظام السلامة النووية: "في أعقاب الهجوم الأمريكي غير القانوني على مواقع فوردو ونطنز وأصفهان النووية، أظهرت المسوحات الميدانية وبيانات أنظمة الإشعاع عدم تسجيل أي تلوث"، وذلك وفقًا لما ذكرته المنظمة في منشور على مواقع التواصل الاجتماعي. "عند الفجر، هاجم أعداء إيران الإسلامية المواقع النووية في فوردو ونطنز وأصفهان، في عمل وحشي يتعارض مع القانون الدولي".
وفي خبر نشر على قناة الجزيرة عن عضو بلجنة الأمن القومي في البرلمان الإيراني قال أن: الحرس الثوري مستعد لإغلاق مضيق هرمز إذا اقتضت الحاجة والظروف ذلك، وافادت وكالة إيرنا أن الرئيس الإيراني أكد خلال اتصال مع الرئيس الفرنسي أنه يجب أن يتلقى الأمريكيون ردا على عدوانهم

### حلفاء إيران
- حركة حماس:
- حزب الله: أصدر حزب الله اللبناني بيان أدان فيه بأشد العبارات "العدوان الأمريكي الهمجي الغادر على المنشآت النووية السلمية في الجمهورية الإسلامية الإيرانية، والذي يكشف الوجه الحقيقي للولايات المتحدة الأمريكية كأكبر تهديد للأمن والاستقرار الإقليمي والدولي، ويشكّل انتهاكًا سافرًا للقانون الدولي والإنساني واتفاقيات جنيف وميثاق الأمم المتحدة الذي يحظر استهداف المنشآت النووية واستخدام القوة ضد دولة ذات سيادة، ويُعد تصعيدًا جنونيا وخطيرا غير محسوب، يُنذر بتوسيع دائرة الحرب ويدفع المنطقة والعالم نحو المجهول إذا لم يوضع له حد، ولم تتخذ المواقف الرادعة له".[39]
- حوثيون: حذر رئيس المجلس السياسي الأعلى التابع للحوثيين في اليمن من تداعيات "خطيرة" ستواجهها أي دولة تشارك بالهجوم الإسرائيلي ضد إيران، محذرا من أن أي تورط من هذا النوع "لن يمر دون رد.[40]

### دولي
- الأمم المتحدة: وصف الأمين العام؛ أنطونيو غوتيريش الضربات بأنها "تصعيد خطير" ودعا إلى الدبلوماسية.[41]
- مصر: أعربت مصر عن قلقها وأدانت "التصعيد المتسارع الذى ينذر بعواقب خطيرة على الأمن والسلم الاقليمى والدول ومخاطر انزلاق المنطقة نحو مزيد من الفوضى والتوتر" وأكدت رفضها لأي انتهاك لميثاق الامم المتحدة وللقانون الدولى وتشدد على ضرورة احترام سيادة الدول".[42]
- أستراليا: دعا المتحدث باسم الحكومة الأسترالية إلى خفض التصعيد، مؤكدًا أن "برنامج إيران النووي والصاروخي الباليستي يُشكل تهديدًا للسلم والأمن الدوليين. ونُشير إلى تصريح الرئيس الأمريكي بأن الوقت قد حان للسلام".[43]
- تشيلي: أدان الرئيس غابرييل بوريك الهجوم على منصة X، قائلًا: "نحن نطالب بالسلام ونحتاجه"،[44] ووصف الإجراء الأمريكي بأنه غير قانوني: "امتلاك السلطة لا يخول لك استخدامها في انتهاك للقواعد التي وضعناها نحن البشر لأنفسنا. حتى لو كنت الولايات المتحدة.[45]
- كوبا: أدان الرئيس ميغيل دياز كانيل بشدة الهجمات ووصفها بأنها "تصعيد خطير للصراع في الشرق الأوسط".[46]
- المكسيك: نشرت أمانة الشؤون الخارجية منشورًا على موقع X يدعو إلى حوار دبلوماسي عاجل بين الأطراف المعنية وتهدئة التوترات في المنطقة.[43]
- نيوزيلندا: أصدر وزير الخارجية ونستون بيترز بيانًا وصف فيه العمل العسكري الجاري في الشرق الأوسط بأنه "مقلق للغاية"، داعيًا جميع الأطراف إلى العودة إلى المحادثات والسعي إلى حل دبلوماسي.[43]
- كولومبيا: أدان وزير الخارجية إيفان جيل "العدوان العسكري على إيران" وطالب "بوقف فوري للأعمال العدائية".[44]
- الصين: المندوب الصيني في مجلس الأمن: الصين تدين بشدة الهجمات الأمريكية على #إيران وقصف المنشآت النووية[47]
- روسيا: أدانت وزارة الخارجية بشدة الضربات ووصفتها بأنها "غير مسؤولة"، وقالت إنها تُشكل "انتهاكًا صارخًا للقانون الدولي وميثاق الأمم المتحدة وقرارات مجلس الأمن التابع للأمم المتحدة".[48] وزعم نائب رئيس مجلس الأمن، دميتري ميدفيديف، أن "الدول مستعدة لتزويد إيران برؤوسها النووية مباشرةً"، وأن تخصيب إيران للمواد النووية سيستمر رغم الضربات.[49] مندوب روسيا في مجلس الأمن: ندين التصرفات الأمريكية الخطيرة والاستفزازية وغير المسؤولة إزاء إيران[50]
- ألبانيا: أعرب رئيس الوزراء إيدي راما عن دعم بلاده الكامل لجهود الرئيس ترامب لمنع إيران من امتلاك أسلحة نووية. وندد بالحكومة الإيرانية، قائلاً: "هذه ليست مجرد دولة نووية أخرى، وليست مجرد ديكتاتورية ذات طموحات نووية. إنها دولة دينية مسلحة بخطابات كارثية، غارقة في سنوات لا تنتهي من وصم الدول الحرة بـ"الشيطانية"، والدعوة علناً إلى إبادتها".[51]
- الأرجنتين: رحب الرئيس خافيير مايلي ووزير الدفاع لويس بيتري بالهجمات على إيران.[52]
- بلجيكا: قال وزير الخارجية ونائب رئيس الوزراء ماكسيم بريفوت، "لا ينبغي السماح للنظام الديني للملالي في إيران بتطوير سلاح نووي، لأن ذلك من شأنه أن يشكل تهديداً للأمن الدولي"، داعياً "الأطراف إلى العودة إلى طاولة المفاوضات".[53]
- كندا: قال رئيس الوزراء مارك كارني: "لطالما أكدت كندا بوضوح أنه لا يمكن السماح لإيران بتطوير سلاح نووي. ورغم أن العمل العسكري الأمريكي الذي اتُخذ الليلة الماضية كان يهدف إلى تخفيف هذا التهديد، إلا أن الوضع في الشرق الأوسط لا يزال متقلبًا للغاية. تدعو كندا الأطراف إلى العودة فورًا إلى طاولة المفاوضات والتوصل إلى حل دبلوماسي لإنهاء هذه الأزمة."[54]
- بوليفيا: أدان الرئيس لويس آرسي الهجمات، مؤكداً أن "قصف أهداف من هذا النوع لا يعرض السلام الإقليمي والعالمي للخطر فحسب، بل ينتهك أيضاً المبادئ الأساسية للقانون الدولي وميثاق الأمم المتحدة".[55]
- قبرص: قال وزير الخارجية كونستانتينوس كومبوس، "يجب بذل كل ما في وسعنا لتجنب المزيد من التصعيد"، و"يجب أن يسود ضبط النفس".[56]
- الدنمارك: قال وزير الخارجية لارس لوك راسموسن: "يجب ألا تُطوّر إيران أسلحة نووية أبدًا"، و"لقد تحرّكت الولايات المتحدة لمنع ذلك". وحثّ راسموسن الأطراف على العودة إلى المفاوضات لتجنب المزيد من التصعيد.[57]
- إستونيا: قال وزير الخارجية مارجوس تساهكنا، "إن الضربة الأميركية على المواقع النووية الإيرانية تشير إلى موقف حازم ضد طموحاتها النووية"، و"منع التصعيد وحماية المدنيين واستعادة الدبلوماسية هي أمور أساسية".[58]
- فنلندا: قال رئيس الوزراء بيتري أوربو: "من المهم لفنلندا ألا تُطوّر إيران سلاحًا نوويًا، وألا تظهر دولة جديدة حائزة للأسلحة النووية في العالم".[59] وصرح الرئيس ألكسندر ستوب: "يجب أن تنتهي دوامة الانتقام في الشرق الأوسط. يتطلب الحل المستدام الدبلوماسية والحوار واحترام القانون الدولي".[60]
- فرنسا: صرح وزير الخارجية جيان نويل باروت بأن فرنسا "مقتنعة بأن الحل الدائم لهذه القضية يتطلب حلاً تفاوضياً في إطار معاهدة منع الانتشار".[61]
- ألمانيا: دعا المستشار فريدرش ميرتس إيران إلى الدخول فوراً في مفاوضات مع الولايات المتحدة وإسرائيل لإيجاد حل دبلوماسي.[62]
- الكرسي الرسولي: بعد تلاوة صلاة التبشير الملائكي، وصف البابا لاون الرابع عشر الوضع في الشرق الأوسط بأنه "مثير للقلق" ودعا إلى الدبلوماسية: "كل عضو في المجتمع الدولي لديه مسؤولية أخلاقية: وقف مأساة الحرب قبل أن تصبح هاوية لا يمكن إصلاحها".[63]
- المجر: قال وزير الخارجية بيتر سيارتو: "إن المجر تدعم كل الجهود الرامية إلى إحلال السلام في الشرق الأوسط في أقرب وقت ممكن"، ودعا إلى تجنب التصعيد، و"إن مصلحتنا هي منع ظهور أي ترسانات جديدة من الأسلحة النووية في العالم".[64]
- آيسلندا: قالت وزيرة الخارجية ثورجيردور كاترين جونارسدوتير، "إن البرنامج النووي الإيراني يثير قلقاً بالغاً ونحن نحث القيادة على التفاوض بجدية لوضع حد له" و"الدبلوماسية والحوار هما السبيل الوحيد للمضي قدماً".[65]
- العراق: حذر المتحدث باسم الحكومة العراقية باسم العوادي من أن الهجوم "يشكل تهديداً خطيراً للسلام والأمن في الشرق الأوسط ويشكل مخاطر جدية على الاستقرار الإقليمي".[66]
- أيرلندا: صرح رئيس الوزراء مايكل مارتن بأن هناك "حاجة ملحة لخفض التصعبد عيد والحوار والدبلوماسية في الشرق الأوسط"، مضيفًا أن "إيران يجب أن تنفي بشكل لا لبس فيه تطوير الأسلحة النووية"، وأن "الحل التفاوضي هو الطريق إلى الأمام".[67]
- إيطاليا: علق وزير الخارجية أنتونيو تاجاني قائلاً إنه بعد الهجمات الليلية الأمريكية على إيران، والتي "ألحقت أضراراً جسيمة بإنتاج الأسلحة النووية، مما مثل خطراً على المنطقة بأكملها، يمكننا أن نصل حقاً إلى خفض التصعيد"، ودعا إيران إلى "الجلوس على طاولة المفاوضات".[68]
- اليابان: قال رئيس الوزراء شيغيرو إيشيبا إن الحكومة "تراقب الوضع هناك عن كثب بقلق بالغ".[61]
- لاتفيا: قالت رئيسة الوزراء إيفيكا سيلينا: "لا ينبغي لإيران أن تحصل على سلاح نووي أبدًا" وأن "الولايات المتحدة تعالج هذا التهديد الخطير للأمن الدولي". ودعت سيلينا إلى تهدئة التوترات والعودة إلى المحادثات.[69]
- لبنان: قال الرئيس جوزيف عون إن "قصف المنشآت النووية الإيرانية يرفع منسوب الخوف من تصعيد التوترات بما يهدد الأمن والاستقرار".[70] وقال رئيس الوزراء نواف سلام إن مصلحة لبنان هي تجنب "الانجرار بأي شكل من الأشكال إلى المواجهة الإقليمية الجارية"، مما ساعد في تهدئة المخاوف بشأن رد فعل حزب الله على الضربة.[71]
- ليتوانيا: وصف وزير الخارجية كيستوتيس بودريس الضربة الأمريكية على المنشآت الإيرانية بأنها "جريئة"، قائلاً إن الضربة "خلقت فرصة للعودة إلى طاولة المفاوضات واستئناف المحادثات"[72]
- لوكسمبورغ: قال وزير الخارجية كزافييه بيتل إنه في حين أن "لا أحد يريد أن تطور إيران قنبلة نووية"، إلا أنه "يشك في أن التصعيد العسكري لوقف ذلك هو الحل الحقيقي".[73]
- المكسيك: نشرت الأمانة العامة للشؤون الخارجية منشورًا على موقع X يدعو إلى حوار دبلوماسي عاجل بين الأطراف المعنية وتهدئة التوترات في المنطقة.[74] وصفت الرئيسة كلوديا شينباوم الحرب بأنها "أكبر فشل للبشرية"، نقلاً عن البابا فرنسيس، ودعت الأمم المتحدة إلى قيادة جهود بناء السلام الدولية.[75]
- هولندا: وصف رئيس الوزراء ديك شوف التطورات الأخيرة في الشرق الأوسط بأنها "مقلقة"، وأكد الموقف الهولندي: "لا ينبغي لإيران أن تحصل على سلاح نووي"، وصرح بأن "المفاوضات هي في نهاية المطاف السبيل الوحيد نحو حل مستدام".[76]
- نيوزيلندا: أصدر وزير الخارجية ونستون بيترز بيانًا وصف فيه العمل العسكري الجاري في الشرق الأوسط بأنه "مقلق للغاية"، داعيًا جميع الأطراف إلى العودة إلى المحادثات والسعي إلى حل دبلوماسي.[74]
- كوريا الشمالية: عندما طلب منه مراسل وكالة الأنباء المركزية الكورية الرد، أدان المتحدث باسم وزارة الخارجية الهجوم قائلاً "إنه ينتهك ميثاق الأمم المتحدة".[77]
- النرويج: أصدر رئيس الوزراء يوناس غار ستوره بيانًا أعرب فيه عن "قلق النرويج العميق إزاء تصعيد الحرب في الشرق الأوسط". وأضاف ستور: "لطالما سعى المجتمع الدولي إلى ضمان عدم حصول إيران على أسلحة نووية"، وأن النرويج "تدعم جهود الدبلوماسية والمفاوضات. لا حل عسكريًا لهذا الصراع. يجب على جميع الأطراف احترام القانون الدولي، حتى في هذه الحرب. إن هجوم الليلة الماضية لا يلغي الحاجة إلى اتفاق دائم على المدى البعيد"، كما قال، "مع أن تحقيقه سيكون الآن أكثر صعوبة".[78]
- عُمان: أدانت عُمان بشدة الضربات على المواقع النووية الإيرانية، وقالت إنها "تعرب عن قلقها العميق وإدانتها واستنكارها للتصعيد الناتج عن الضربات الجوية المباشرة التي شنتها الولايات المتحدة".[79]
- باكستان: أدانت باكستان الغارات الجوية الأمريكية على المواقع النووية الإيرانية، ووصفتها بأنها انتهاك للقانون الدولي وتهديد للسلام الإقليمي. وأكدت وزارة الخارجية الباكستانية حق إيران في الدفاع عن النفس بموجب ميثاق الأمم المتحدة، وحثت جميع الأطراف على ضبط النفس وحل المشكلات بالطرق الدبلوماسية، محذرة من أي تصعيد في الشرق الأوسط.[80]
- قالب:باراجواي: أعربت وزارة الخارجية عن دعمها للهجمات، وقالت إنها "تؤكد دعمها لشعب إسرائيل وحقه في حماية وجوده".[81]
- الفلبين: أعربت وزارة الخارجية عن قلقها إزاء التوترات بين الولايات المتحدة وإيران، مشيرة إلى أنه يتعين على الطرفين السعي إلى حلول دبلوماسية وتهدئة التوترات "التي قد تهدد السلام والأمن الإقليمي والدولي[82]
- البرتغال: أعرب رئيس الوزراء لويس مونتينيغرو عن قلقه إزاء "خطر التصعيد الحاد في الشرق الأوسط" ودعا إلى "أقصى درجات ضبط النفس من جانب جميع الأطراف"، وأضاف أيضًا أن "البرنامج النووي الإيراني يشكل تهديدًا خطيرًا للأمن العالمي"[83]
- قطر: وقالت وزارة الخارجية في بيان: «تأسف دولة قطر للتدهور الذي بلغته الأمور بقصف المنشآت النووية الإيرانية وتتابع بقلق بالغ تطورات الأحداث  إثر الهجمات الأخيرة على الجمهورية الإسلامية الإيرانية الشقيقة من خلال استهداف منشآتها النووية وتشدّد في هذا السياق على ضرورة وقف كافة العمليات العسكرية، والعودة فوراً إلى الحوار والمسارات الدبلوماسية لحل القضايا العالقة« وحذرت من أن "التوترات الخطيرة ستؤدي إلى عواقب وخيمة على المستويين الإقليمي والدولي".[84]
- رومانيا: أعلنت وزارة الخارجية الرومانية أن "رومانيا أكدت باستمرار أن البرنامج النووي الإيراني يتعارض مع التزاماتها الدولية"، وأن "الإجراءات الأخيرة التي اتخذتها الولايات المتحدة تهدف إلى القضاء على تهديد خطير للسلام العالمي".[85]
- السعودية: أدانت المملكة العربية السعودية "انتهاك سيادة إيران وشددت على ضرورة ضبط النفس".[86]
- سلوفاكيا: صرح وزير الخارجية يوراي بلانار قائلاً: "يجب حل أي صراع في إطار الأمم المتحدة، وليس من خلال استخدام الأسلحة، بغض النظر عن أي نوايا حسنة مزعومة"، مضيفًا: "من غير المقبول لأي دولة أن تقوم بعمليات عسكرية على أراضي دولة أخرى ذات سيادة".[87]
- سلوفينيا: دعا رئيس الوزراء روبرت غولوب "جميع الأطراف إلى وقف الأعمال العدائية والعودة إلى طاولة المفاوضات... إن العنف والصراعات العسكرية لا تؤدي إلا إلى المزيد من معاناة السكان الأبرياء في الشرق الأوسط"[88]
- كوريا الجنوبية: أعربت وزارة الخارجية عن قلقها البالغ وأدانت الإجراءات التي من شأنها أن تؤدي إلى تصعيد الوضع أكثر.[89]
- إسبانيا: أصدرت وزارة الخارجية بيانًا جاء فيه "يجب حل الوضع بالوسائل الدبلوماسية"، و"من الضروري استئناف المفاوضات".[90]
- السويد: قال رئيس الوزراء أولف كريسترسون "إن ما يحدث الآن في منطقة غير مستقرة يهدد بجعل الأمور أسوأ إلى حد كبير"[91]
- أوكرانيا: أشادت وزارة الخارجية بالضربات، مشيرة إلى مساعدة إيران لروسيا في غزوها لأوكرانيا.[92]